# Zločin agresije (međunarodno pravo)
Zločin agresije u međunarodnom pravu je zločin napada jedne države na drugu, ali ne samo vojnim snagama, i ne samo na njezino ozemlje, pomorje i zračni prostor i njene vojne snage, nego i na njenu neovisnost. Uz to taj napad nije samo vojni, nego na sve načine i svim sredstvima što u datom trenutku mogu poslužiti. Agresija je svako djelovanje usmjereno protiv postojanja i neovisnosti druge države te protiv mira na svijetu uopće. Pojam zločina agresije teško je definirati jednom kratkom rečenicom, zbog toga što su mogućnosti brojne, obuhvaća i subverzije toliko mnogostranih sadržaja i oblika koje stalno izmiču mogućnoastima sintetičke definicije i taksativnom nabrajanju.
UN je taj zločin definirao Rezolucijom Opće skupštine UN-a 3314 (XXIX) iz 1974. godine.
U načelima Povelje UN obvezuje se suzdržavanje od prijetnjom silom ili uporabe sile koje su usmjerene protiv teritorijalne cjelovitosti ili političke neovisnosti bilo koje države te naglašava poštovanje načela samoodređenja.